# Bahnhof Altdöbern

Der Bahnhof Altdöbern ist eine Betriebsstelle der Bahnstrecke Lübbenau–Kamenz (Sachs) westlich von Altdöbern auf dem Gebiet der Gemeinde Luckaitztal im Landkreis Oberspreewald-Lausitz in Brandenburg. Das Empfangsgebäude des Bahnhofes zählt zu den Baudenkmalen der Gemeinde.

## Lage und Name
Der Bahnhof wurde etwa anderthalb Kilometer westlich des Ortskerns von Altdöbern angelegt. Das Areal liegt nicht mehr im Gebiet der Gemeinde Altdöbern, sondern im Ortsteil Schöllnitz der Gemeinde Luckaitztal. Die Gemeindegrenze liegt etwa 300 Meter östlich, hier beginnt auch die Bebauung von Altdöbern. Weitere Ansiedlungen in Bahnhofsnähe sind die Schöllnitzer Teilorte Rettchensdorf im Westen und Neudöbern im Nordosten. Im Gemeindegebiet von Luckaitztal gibt es mit dem Haltepunkt Luckaitztal (früher Schöllnitz bzw. Luckaitz) eine weitere Bahnstation etwa drei Kilometer nördlich.
Der Bahnhof liegt am Streckenkilometer 110,554 der Bahnstrecke Lübbenau–Kamenz. Die Kilometrierung nimmt die der Bahnstrecke Berlin–Görlitz auf, ihr Ausgangspunkt ist Berlin Görlitzer Bahnhof.
Bis Ende des Zweiten Weltkriegs trug der Bahnhof den Namen Alt Neu Döbern (in unterschiedlichen Schreibweisen, teilweise mit einem oder zwei Bindestrichen). In Kursbüchern aus den 1950er und 1960er Jahren wird auch die niedersorbische Form Stara Darbnja erwähnt.

## Geschichte
Der Bahnhof Altdöbern entstand zeitgleich mit dem Bau der Bahnstrecke zwischen Lübbenau und Kamenz im Jahr 1874 durch die Berlin-Görlitzer Eisenbahn-Gesellschaft und wurde noch im gleichen Jahr eröffnet. Das Bahnhofsempfangsgebäude ist ein zwei- bzw. dreigeschossiger Ziegelbau mit einem Satteldach. Kurz nach dem Bau entstanden südlich des Empfangsgebäudes ein Güterschuppen und nördlich ein weiteres eingeschossiges Nebengebäude, wobei letzteres als Fachwerkbau mit Ziegelausfachung angelegt wurde.
In den ersten Betriebsjahren bis etwa 1884 verkehrten am Bahnhof Altdöbern jeweils drei Personenzüge pro Richtung und Tag. Danach wurde das Angebot erweitert. Von Anfang des 20. Jahrhunderts bis Mitte der 1990er Jahre bedienten (mit leichten Einschränkungen in den Kriegs- und Nachkriegsjahren) täglich etwa sieben bis zehn Personenzugpaare den Bahnhof, teilweise durchgehend bis Dresden. Die wenigen Schnell- und Eilzüge auf der Strecke hielten dort nicht.
Nach mehreren Erweiterungen der Bahnhofsanlagen arbeiteten um 1970 zeitweise bis zu 40 Personen im Bahnhof. Der Bahnhofsdienststelle Altdöbern unterstanden auch der nördlich benachbarte Bahnhof Schöllnitz und die etwa zwei Kilometer südlich gelegenen Abzweigstelle Altdöbern Süd. Hier mündet die um 1970 für den Güterverkehr eröffnete Bahnstrecke Lindthal–Altdöbern Süd in die Strecke nach Kamenz. In diesem Zusammenhang wurde das nach 1945 als Reparationsleistung demontiert zweite Streckengleis von Altdöbern nach Senftenberg wieder aufgebaut, von Altdöbern nach Lübbenau blieb die Strecke eingleisig.
Nach der Wiedervereinigung wurde die Instandhaltung des Empfangsgebäudes von der Deutschen Bahn aufgegeben, sodass dieses im Laufe der Zeit Verwitterung und Vandalismus zum Opfer fiel. Das Gebäude befand sich zuletzt im Besitz verschiedener Immobiliengesellschaften, die versuchten, es zu verkaufen. Im Dezember 2015 wurde das Bahnhofsgebäude versteigert. Seit 2021 ist ein lettischer, in Deutschland lebender Unternehmer Besitzer des Empfangsgebäudes. Dieser plante die Sanierung des Gebäudes und wollte dort unter anderem einen Kiosk, eine Poststelle und Urlaubszimmer einrichten. Aufgrund von Unstimmigkeiten mit den zuständigen Kreisbehörden diesbezüglich wurden die Planungen jedoch verworfen.

## Verbindungen
Der Bahnhof Altdöbern wird heute jeweils stündlich von der Regional-Express-Linie RE 7 des Verkehrsverbunds Berlin-Brandenburg, betrieben durch die DB Regio Nordost bedient. Direkte Verbindungen bestehen nach Dessau, Berlin und Senftenberg.
| Linie                    | Linienverlauf | Takt (min) | EVU              |
| ------------------------ | --- | ---------- | ---------------- |
| RE 7                     | Dessau Hbf – Bad Belzig – Berlin Wannsee – Berliner Stadtbahn – Königs Wusterhausen – Lübbenau (Spreewald) – Calau – Altdöbern – Senftenberg | 60         | DB Regio Nordost |
| Stand: 15. Dezember 2024 | |            |                  |